# Рейтер, Пауль
Барон Пол Юлиус Рейтер (правильнее Ройтер; англ. Пол Джулиус Рёйтер; нем. Paul Julius Reuter; 21 июля 1816, Кассель — 25 февраля 1899, Ницца) — немецкий предприниматель, журналист, основатель телеграфного агентства «Рейтер».
Родился под именем Исраэль Бер Йошафат в семье раввина Самуэля Леви Йошафата и его жены Бетти, в доме на углу улиц Друзельгассе и Миттельгассе в Касселе. С 1840 года руководил издательскими фирмами в Берлине и Париже, распространявшими переводы из иностранной периодики. В 1845 году перешёл в Лондоне в лютеранство, получив имя Пауль Юлиус. В том же году женился на дочери берлинского банкира Магнуса.
В 1848 году эмигрировал в Париж, где устроился в телеграфное агентство Гаваса (будущее «Франс-Пресс»). Получил известность оперативными сообщениями о революционной активности того времени, которые молниеносно доставлялись почтовыми голубями между Ахеном и Брюсселем. Затем перебрался в Лондонский Сити, где в 1851 г. основал собственное агентство, сообщавшее свежие новости с городской биржи. В 1857 г. Рейтер стал подданным британской короны.
В 1872 г. Насер ад-Дин Шах заключил с Рейтером неравный договор, по которому передавал ему в концессию практически всю существующую и будущую инфраструктуру и промышленность Персии. Под давлением иранских патриотов и британского правительства договор был расторгнут, однако в 1889 г. Рейтер организовал Шахиншахский банк, обладавший монополией на кредитную деятельность в стране.
В 1871 году герцог Эрнст II Саксен-Кобург-Готский пожаловал Рейтеру титул барона (Freiherr). Два десятилетия спустя аналогичным титулом его пожаловала и королева Виктория. Рейтер умер на своей вилле в Ницце и был похоронен на юге Лондона. Его дочь Клементина Мария вышла замуж за графа Оттона Стенбока, а после его смерти — за губернатора Квинсленда.